# Ivy League
La Ivy League (o Ancient Eight) è una conferenza sportiva della NCAA costituita da otto prestigiose università private degli Stati Uniti d'America nordorientali. Nonostante siano sorte anche in funzione della fede religiosa (anglicana, puritana, quacchera, battista, presbiteriana, episcopale) dei loro fondatori, questo gruppo di università è attualmente rigorosamente non confessionale.

## Storia
Il termine divenne ufficiale, specialmente nella terminologia sportiva, dopo la formazione della NCAA nel 1954, che contribuì ad avvicinare buona parte della nazione alla squadra del proprio college preferito. Oggigiorno l'utilizzo del termine non è più limitato alle sole attività sportive e rappresenta una filosofia educazionale legata alle più antiche università della nazione. Le università della Ivy League vengono annoverate tra le più prestigiose a livello mondiale, infatti raggiungono spesso i primi posti delle classifiche dei migliori college al mondo.

## Caratteristiche
Tutte le università della Ivy League sono posizionate in cima alla classifica pubblicata annualmente dal U.S. News & World Report sui college e le università statunitensi; sono anche tra le prime per quanto riguarda la situazione finanziaria. Sette su otto furono fondate durante il periodo delle Tredici colonie americane; l'eccezione è l'Università Cornell, che venne fondata nel 1865.
Le istituzioni della Ivy League, quindi, contano sette dei nove college coloniali fondati prima della guerra d'indipendenza americana. Le ivies (come vengono soprannominate) si trovano tutte nella regione nord-est degli Stati Uniti. Tutte e otto le università ricevono diversi milioni di dollari da parte dei governi statali e federali in sussidi e finanziamenti alla ricerca.
Il reclutamento degli studenti tra le università della Ivy League si aggira tra i 4 000 e i 14 000, più di un tipico college privato e meno di un tipico pubblico. Il patrimonio delle università della Ivy League varia dai 2,01 miliardi di dollari della Brown ai 28,8 miliardi di dollari di Harvard.

## Membri

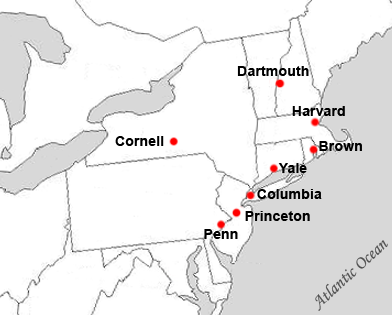
Posizione delle università

| Università                    | Posizione                 | Anno di fondazione | Nome delle squadre | Studenti di primo livello | Studenti magistrali e dottorandi | Motto |
| ----------------------------- | ------------------------- | ------------------ | ------------------ | ------------------------- | -------------------------------- | --- |
| Università Brown              | Providence (Rhode Island) | 1764               | Bears              | 6 013                     | 2 248                            | In Deo Speramus (In Dio noi speriamo) |
| Università Columbia           | New York (New York)       | 1754               | Lions              | 7 407                     | 15 731                           | In lumine Tuo videbimus lumen (Nella Tua luce vedremo la luce) |
| Università Cornell            | Ithaca (New York)         | 1865               | Big Red            | 13 846                    | 6 290                            | "I would found an institution where any person can find instruction in any study". Ezra Cornell, 1865. (Fonderò un’istituzione dove ogni persona possa trovare istruzione in ogni materia). |
| Dartmouth College             | Hanover (New Hampshire)   | 1769               | Big Green          | 4 164                     | 1 701                            | Vox clamantis in deserto (Voce di colui che grida nel deserto) |
| Università Harvard            | Cambridge (Massachusetts) | 1636               | Crimson            | 6 715                     | 12 422                           | Veritas (Verità) |
| Università di Princeton       | Princeton (New Jersey)    | 1746               | Tigers             | 5 047                     | 2 520                            | Dei sub numine viget (Sotto l'autorità di Dio essa prospera) |
| Università della Pennsylvania | Filadelfia (Pennsylvania) | 1740               | Quakers            | 10 275                    | 9 653                            | Leges sine moribus vanae (Le leggi sono vane senza la morale) |
| Università Yale               | New Haven (Connecticut)   | 1701               | Bulldogs           | 5 275                     | 6 082                            | אורים ותומים Lux et veritas (Luce e Verità) |

## Cronologia di affiliazione delle Università
Di seguito si riporta una breve cronologia delle università aderenti. Le date di fondazione e le affiliazioni religiose sono confermate dagli stessi istituti.
Molti di essi hanno storie complesse nei loro primi anni e le storie delle loro origini possono essere soggette a interpretazione. Per dettagli vedasi le note a piè di pagina.
Le "affiliazioni religiose" si riferiscono a sponsorizzazioni finanziarie, associazioni formali e promozione da parte di una religione.
| Università                 | Fondata                                                                                      | Affiliazione religiosa |
| -------------------------- | -------------------------------------------------------------------------------------------- | --- |
| Harvard University         | 1636 con il nome di New College                                                              | Calvinista (nello specifico i congregazionalisti puritani; insieme agli unitariani nella divisione del 1825 dal congregazionalismo) |
| Yale University            | 1701 con il nome di Collegiate School                                                        | Calvinista (congregazionalista) |
| University of Pennsylvania | 1740 con il nome di Church and Charity School of Philadelphia                                | Aconfessionale, ma fondata da membri della Chiesa anglicana                                                                         |
| Princeton University       | 1746 con il nome di College of New Jersey                                                    | Aconfessionale, ma fondata da presbiteriani calvinisti                                                                              |
| Columbia University        | 1754 con il nome di King's College                                                           | Chiesa anglicana |
| Brown University           | 1764 con il nome di College in the English Colony of Rhode Island and Providence Plantations | Battista, ma i fondatori promisero "nessun testo religioso" e "piena libertà di coscienza"                                          |
| Dartmouth College          | 1769                                                                                         | Calvinista (congregazionalista) |
| Cornell University         | 1865                                                                                         | Aconfessionale (non legata ad alcuna religione)                                                                                     |